# 郭东波
郭东波（1961年2月—），中華人民共和國官員，曾在辽源市任職。

## 生平
郭东波曾擔任共青团辽源市委副书记，辽源市文化局副局长、辽源市体育局局长、辽源市西安区委常委、副区长，辽源市龙山区委常委、副区长，辽源市委组织部副部长，辽源市环保局局长。2010年，由於郭东波和员工的目标责任制奖金相差3倍，有的环保局员工认为不公平，并向纪检部门反映，2011年春节后，郭东波在一次環保局大会上表示「啥叫公平，什么都不给你，就公平了，领导都得骑马坐轿，那能一样吗，那不能一样，臭不要脸」。後來郭东波承认确实说过此话，並向广大群众道歉。2011年5月26日，郭东波辞职。之後又出任辽源市商务局局长。
2016年8月23日，郭东波被指控违纪並被中共黨组织调查。2017年1月24日，郭东波被开除公职、中共黨職並被立案調查。當局指郭东波违规占用企业车辆，超标准配备、占用办公用房，违规滥发补贴、违规为亲属谋求工作岗位、公款送礼、其亲属长期不上班且获取薪酬、侵占公款、为企业谋取利益收受他人财物和贿赂、不认真履行职责致使他人利用伪造国家机关公文申报项目获得审核通过。